# Polo de Economía Social y Solidaria (Ekonopolo)
El Polo de Economía Social y Solidaria (Ekonopolo) es una iniciativa de colaboración público-social que cuenta con un espacio para el impulso de la economía social y solidaria en el País Vasco ubicado en la plaza de La Cantera del barrio de San Francisco de Bilbao.

## Historia
El Ekonopolo se creó en 2021, pero es parte de un proceso previo iniciado en 2016 con el proyecto ‘Harrobitik Harrobira’, cuyo propósito era crear un espacio de referencia de Economía Solidaria en la plaza de la Cantera. REAS Euskadi y otras entidades sociales, con el apoyo del tejido comunitario del barrio y del ayuntamiento de la ciudad, impulsaron el proyecto. Tanto la Coordinadora de Grupos (colectivos sociales) del barrio como Bilbao Ekintza (agencia de desarrollo del ayuntamiento) incorporaron en sus agendas la propuesta. En el caso del ayuntamiento, la propuesta ya denominada ‘Ekonopolo’ fue integrada en el Plan de Gobierno 2019-2023.
Ekonopolo es una iniciativa de colaboración público-social,promovida por el Ayuntamiento de Bilbao, a través de la sociedad municipal Bilbao Ekintza, en coordinación con REAS Euskadi, y en colaboración con universidades, empresas y sociedad civil. Se define como espacio de referencia e impulso para la Economía Social y Solidaria (ESS) en el País Vasco.Su ámbito geográfico de actuación es el barrio de San Francisco, la ciudad de Bilbao, la Comunidad Autónoma del País Vasco y más allá.
Se define como un ecosistema cooperativo donde las redes de referencia, organizaciones singulares, administraciones públicas, empresas, agentes sociales, personas emprendedoras, desempleadas, vecinas y/o estudiantes puedan encontrarse, (re)conocerse y relacionarse, buscando de forma compartida nuevos horizontes para la ESS.Se centra en cuatro ámbitos de crecimiento de la ESS: sensibilización a la ciudadanía, impulso del emprendimiento (formar, acompañar y sostener proyectos innovadores), fortalecer el mercado social (articular las relaciones comerciales y de consumo), promoción de la compra pública responsable.

### Misión
Su misión es promocionar y reforzar el modelo de ESS como opción preferente para el desarrollo económico-empresarial en Bilbao y el territorio, construida desde la colaboración entre la administración, universidades, empresas y sociedad civil, el Ayuntamiento de Bilbao-Bilbao Ekintza, Reas y Redes de ESS mediante la divulgación de este modelo económico-productivo y sus principios; y con la incorporación de las lógicas de la ESS a las instituciones responsables de promoción económica, como instrumento vinculado al cumplimientode los ODS 2030.
Desarrollan planes, programas y acciones concretas que contribuyan al crecimiento y consolidación de la ESS, ampliando número, diversidad, volumen de negocio e impacto, en ámbitos como el emprendimiento desde la ESS, la intercooperación empresarial, el desarrollo del mercado social, la compra pública responsable, o la búsqueda de nuevos yacimientos de empleo y empleo inclusivo.

### Servicios
Cuenta con diversos servicios, proyectos y actividades:  
- El programa PRESSTATZEN para apoyar a crear y poner en marcha proyectos de ESS.[10]

- El programa SENDOTZEN para fortalecer las organizaciones de ESS.[11]

- Una agenda formativa para capacitar en distintas áreas vinculadas a la ESS.[12]

- Una agenda sociocultural para conocer la ESS de una forma más amena y divertida.

Además, dentro del ecosistema del Ekonopolo se encuentra el vivero de empresas Auzo Factory,el laboratorio de prácticas colaborativas Wikitoki, y más de 10 entidades del ecosistema.

## Sede
La sede está situada en la Plaza de La Cantera, 4 en el barrio de San Francisco de Bilbao. En octubre de 2021 se constituyó el grupo motor, formado por Bilbao Ekintza y REAS Euskadi Además, cuenta con una asamblea en la que participan las organizaciones que habitan el espacio: Economistas Sin Fronteras, Momentu, WorkLan, Finantza Etikoak Elkartea, Ekhilur, La Tercera Pata, Calala Fondo de Mujeres, Equipare y Migrandoria.